# Петренко, Пантелеймон Антонович
Пантелеймон Антонович Петренко (1908, близ Киева — май 1936, Грузинская ССР) — русский и украинский советский поэт, переводчик, художник. «Верист» из кружка Д. В. Киранова. Наиболее известная его работа — перевод поэмы Руставели «Витязь в тигровой шкуре». Перевод Петренко отличается высокими художественным достоинствами, близостью к оригиналу.

## Биография
Родился неподалёку от Киева в семье сельских учителей. Мать Анна Тихоновна Куделенко жила в Киеве воспитывала его одна. Был болезненным и не посещал школу. Его обучала на дому мать.
Занимался живописью. Участвовал в выставках «10 років Жовтня» (10 лет октября) в Киеве в 1927 году и во 2-й Всеукраинской в 1929 году (Спр., т. I, с. 320).
В 1932 году переехал с матерью из Киева в Грузию, сначала обосновался в Батуми, а затем в Тбилиси. Здесь, как и в Киеве, он активно продолжал заниматься поэтической и переводческой деятельностью. В Тбилиси молодой поэт быстро вошел в круг поэтов, литераторов, художников, познакомился с Константином Гамсахурдиа, Галактионом Табидзе, Тицианом Табидзе, Серго Кобуладзе, Ладо Гудиашвили, с которыми у него сложились добрые отношения.
В 1934 году в Грузии было принято решение о праздновании 750-летия со дня рождения великого грузинского поэта Шоты Руставели и переводе поэмы «Витязь в тигровой шкуре» на языки народов СССР. Пантелеймон Петренко, уже имевший опыт поэтического перевода, решил попробовать свои силы и начал работу над отрывком из «Витязя в тигровой шкуре» — «Завещанием Автандила». Не владея грузинским языком, он работал с подстрочником поэмы Руставели. Петренко познакомился с руствелологом, поэтом и переводчиком Константином Чичинадзе, в сотрудничестве с которым приступил к работе над переводом поэмы «Витязь в тигровой шкуре». Его переводческая работа продолжалась два года, а первые отрывки перевода были опубликованы в газете «На рубеже Востока» 23 октября 1934 года, затем последовали продолжения в газетных публикациях. Интересная презентация переводов поэмы Руставели на русский язык состоялась в 1935 году, когда во Дворце писателей актёры читали переводы Г. Цагарели, С. Канчели, С.Шарти. Петренко выступил последним и очень успешно. В Союзе писателей Грузии состоялось обсуждение перевода Петренко, читались отдельные главы, которые сопоставлялись с оригиналом и переводом Бальмонта. Большинство отзывов были положительными, литературная критика в газетах и журналах также была в основном доброжелательной.
Из 1587 строф поэмы Петренко не успел перевести 141; перевод был закончен репрессированным позднее поэтом Борисом Бриком, а Константин Чичинадзе тщательно отредактировал весь перевод.
Однако жизнь поэта оборвалась трагически: в середине мая 1936 года в возрасте 28 лет он погиб, упав со строящегося моста в бурлящую Куру. Тело найдено не было. «Чтоб довести до конца свой колоссальный труд, работы ему оставалось лишь на месяц, но бессмысленная смерть внезапно и бесследно унесла его», с горечью писал Константин Чичинадзе. Мать не выдержала и потеряла рассудок. Её надгробие в Тбилиси на кладбище Петра-Павла стало памятником матери и сыну.

## Творчество и посмертные публикации
Пантелеймона восхищала лирика французских символистов, их поэтическая тематика во многом оказалась близкой молодому поэту. Знание французского языка в сочетании с собственным поэтическим талантом позволили юноше успешно заниматься художественным переводом. Стихи французских поэтов-символистов Поля Верлена, Шарля Бодлера, Артюра Рембо, Жана Кокто были переведены им на украинский и русский языки. Переводил также стихи Бесики, Саят-Новы. Перевёл многие стихотворения и отрывки из поэм Галактиона Табидзе, Паоло Яшвили, Алио Мамашвили, стихи азербайджанских и армянских поэтов.
Готовил к публикации свои оригинальные произведения, он составил и оформил собственными иллюстрациями рукописный том, однако оригинальные стихи на русском и украинском языках в большинстве остались долгое время не опубликованы. Почти все рукописи Петренко остались в семье Константина Чичинадзе. Все последующие годы семья Чичинадзе-Кобуладзе являлась хранительницей архива Петренко.
Поэма «Витязь в тигровой шкуре» в переводе Петренко издавалась трижды. В 1938 году поэма Шота Руставели «Витязь в тигровой шкуре» вышла в переводе Пантейлемона Петренко на русский язык при участии и под редакцией Константина Чичинадзе. Портрет и иллюстрации Сергея Кобуладзе. Ответственный редактор академик Иосиф Орбели, он же — автор предисловия. В 1939 году московское издательство «Художественная литература» выпустило поэму Руставели в переводе Петренко с иллюстрациями художника Тамары Абакелия. В библиографических справочниках есть указание, что в 1939 году поэма была издана с иллюстрациями Ладо Гудиашвили и вступительной статьей Константина Чичинадзе. В 1985 году в Тбилиси была издана поэма «Витязь в тигровой шкуре» в переводе Пантелеймона Петренко под редакцией и со вступительной статьей члена-корреспондента АН Грузии Саргиса Цаишвили.
В 1984 в Ленинграде вышла книга грузинского поэта и филолога Рауля Чилачавы «Пантелеймон Петренко — переводчик „Витизя в тигровой шкуре“» на русском языке 100-тысячным тиражом. Чилачава собрал в этом издании публикации Петренко, рассыпанные в периодике 1930-х годов. В 1985 году он защитил диссертацию «Проблемы перевода поэмы Шота Руставели „Витязь в тигровой шкуре“ на русский язык: на материале творческой практики П. А. Петренко» на соискание учёной степени кандидата филологических наук.
Усилиями Валентины Марджанишвили, преподавателя тбилисской грузино-украинской школы № 41 имени М. Грушевского, в 2008 году был издан сборник «Обірвана струна», который представил поэта Петренко в его оригинальных стихах, переводах французских поэтов-символистов, рисунках.
20 января 2009 года к 100-летию со дня рождения Пантелеймона Петренко состоялась конференция «Украинцы — переводчики „Витязя в тигровой шкуре“», организованной по инициативе Союза журналистов «Дом грузино-украинской прессы и книги», Института украиноведения ТГУ им. Ив. Джавахишвили при участии Посольства Украины в Грузии.